# Chiesa di San Nicolò Vescovo (Sagrado)
La chiesa di San Nicolò Vescovo è la parrocchiale di Sagrado, in provincia ed arcidiocesi di Gorizia; fa parte del decanato di Gradisca d'Isonzo.

## Storia
Anticamente esisteva a Sagrado una cappella dedicata a Sant'Anna.
Detta cappella venne demolita nel 1711 per far posto alla nuova chiesa del paese, dedicata a San Nicola di Bari a partire dal 1738.
Nel 1757 la chiesa divenne sede di curazia dipendente dalla pieve di San Pier d'Isonzo e, nel 1783, venne costruito il campanile. La prima consacrazione fu impartita nel 1789 e, una seconda, nel 1812, resasi necessaria in seguito alla profanazione della chiesa da parte delle truppe francesi.

Nel 1884 il cimitero, che un tempo circondava la chiesa, venne trasferito all'esterno dello stesso e, nel 1882, furono costruite le navate laterali. La chiesa fu riconsacrata nel 1901.
Tra il 1923 e il 1924 la chiesa e il campanile, parzialmente distrutti durante la prima guerra mondiale, furono ricostruiti. La nuova consacrazione della chiesa avvenne il 24 giugno 1923.
Nel 1935 fu eretta la parrocchia di Sagrado.